# Хлебине
Хлебине су место и средиште општине у Копривничко-крижевачкој жупанији у Хрватској. До територијалне реорганизације у Хрватској налазиле су се у саставу старе општине Копривница.

## Историја
Хлебине су први пут поменуте у записима из 1671, као део црквене општине Дрње. Припадале су општини Копривница све до 1993. Хлебине су центар хрватске наивне уметности. Овде су рођени сликари: Фрањо Мраз, Крсто Хегедушић, Иван Генералић, Јосип Генералић и Фрањо Гажи.

## Становништво
Становништво се углавном бави пољопривредом и већ годинама се смањује. На попису становништва 2011. године, општина Хлебине је имала 1.304 становника, од чега у самим Хлебинама 1.155.

## Попис1991.
На попису становништва 1991. године, насељено место Хлебине је имало 1.395 становника, следећег националног састава:
| Попис 1991.‍   | Попис 1991.‍  | Попис 1991.‍ | Попис 1991.‍ | Попис 1991.‍ |
| ------------- | ------------ | ----------- | ----------- | ----------- |
|               |              |             |             |             |
| Хрвати        | Хрвати       |             | 1.385       | 99,28%      |
| Срби          | Срби         |             | 1           | 0,07%       |
| неопредељени  | неопредељени |             | 2           | 0,14%       |
| непознато     | непознато    |             | 7           | 0,50%       |
| укупно: 1.395 |              |             |             |             |